# Tropopauză

Tropopauza este limita atmosferică dintre troposferă și stratosferă. În afară de Pământ, un corp ceresc rece cu atmosferă are și tropopauză, ca de exemplu satelitul saturnian Titan